# 愛地雅
愛地雅工業股份有限公司成立於1980年9月16日，為台灣自行車廠，主要以自行車零件生產、自行車組裝及代工業務為主。

## 簡介
愛地雅工業股份有限公司成立於1980年，總公司設在台灣台中梧棲；另於大陸東莞市及歐洲波蘭亦設有工廠，主要服務有OEM、ODM、SAP。爱地雅主要客户为Trek、Pacific、Specialized、Diamonback。2003年以自有品牌Fuji(富士)扩展美国与亚洲市场。2008年，OEM占公司产量的90%。
截至2018年1月，愛地雅的營收50%來自歐美地區，为電動自行車主要銷售地。